# Vieska nad Blhom
Vieska nad Blhom – wieś (obec) na Słowacji położona w kraju bańskobystrzyckim, w powiecie Rymawska Sobota. Pierwsze wzmianki o miejscowości pochodzą z roku 1427. 
Według danych z dnia 31 grudnia 2012, wieś zamieszkiwało 176 osób, w tym 85 kobiet i 91 mężczyzn.
W 2001 roku pod względem narodowości i przynależności etnicznej 4% mieszkańców stanowili Słowacy, a 96% Węgrzy.
Ze względu na wyznawaną religię struktura mieszkańców kształtowała się w 2001 roku następująco:
- Katolicy rzymscy – 52%
- Ewangelicy – 0,67%
- Ateiści – 5,33%